# Lolol
Lolol è un comune del Cile appartenente alla provincia di Colchagua, nella O'Higgins Region. Lolol fu fondata nel 1830, lol.

## Società

### Evoluzione demografica
| Censimento del 1992 | Censimento del 2002 |
| 5.944 ab.           | 6.191 ab.           |